# 耶律獨攧
耶律独攧（？—1075年），字胡独堇。辽国将领。契丹人，太师耶律古昱之子。
重熙初年，为左护卫，从辽兴宗率禁军伐西夏有功，授十二行糺司徒。再举伐夏，耶律独攧括山西诸郡马。还军，转任拽剌详稳。西南未平，命耶律独攧同知金肃军事。后又屡败夏军，进涅刺奥隗部节度使。辽道宗清宁元年（1055年），召为皇太后左护卫太保。清宁四年（1058年），为宁远军节度使，东路百姓饥荒，奏请赈济。历任五国、乌古部、辽兴军三镇节度使，四捷军详稳。大康元年（1075年）去世，追赠同中书门下平章事。

## 延伸阅读
[在维基数据编辑]
 《遼史/卷92》，出自脱脱《遼史》